# Guglielmo Körner
Guglielmo Wilhelm Körner (Kassel, 20 de abril de 1839 — Milão, 29 de março de 1925) foi um químico alemão.
Distinguiu-se pelos seus estudos sobre os compostos aromáticos e em especial o anel do benzeno.
Foi assistente de Kekulé na Universidade de Ghent, Bélgica.

## Prémios
- Medalha Davy: 1900